# بلدية سيغولدا
بلدية سيغولدا هي بلدية في لاتفيا، بلغ عدد سكانها 17٬258  نسمة، في 2017، عاصمتها سيغولدا.

## الموقع
تشترك في الحدود مع:
- بلدية إنكوكالنز
- بلدية أماتا
- بلدية مالبيلس
- بلدية ليغاتن
- بلدية كريمولدا
- بلدية روباجي.

## مدن توأم
المدن التوأم:
- بوندوران
- بلدية فالشوبنغ.

## التقسيمات الإدارية
- سيغولدا
- Allaži Parish [الإنجليزية]‏
- More Parish [الإنجليزية]‏
- Sigulda Parish [الإنجليزية]‏.